# Syzygium exiguifolium
Syzygium exiguifolium är en myrtenväxtart som beskrevs av Elmer Drew Merrill och Lily May Perry. Syzygium exiguifolium ingår i släktet Syzygium och familjen myrtenväxter. Inga underarter finns listade i Catalogue of Life.